# Athylia viduata
Athylia viduata är en skalbaggsart som först beskrevs av Francis Polkinghorne Pascoe 1864.  Athylia viduata ingår i släktet Athylia och familjen långhorningar.
Artens utbredningsområde är Sarawak. Inga underarter finns listade.